# Gladiolus flanaganii
Gladiolus flanaganii es una especie de gladiolo originaria de los acantilados de las montañas Drakensberg en KwaZulu-Natal entre Lesoto y Sudáfrica.

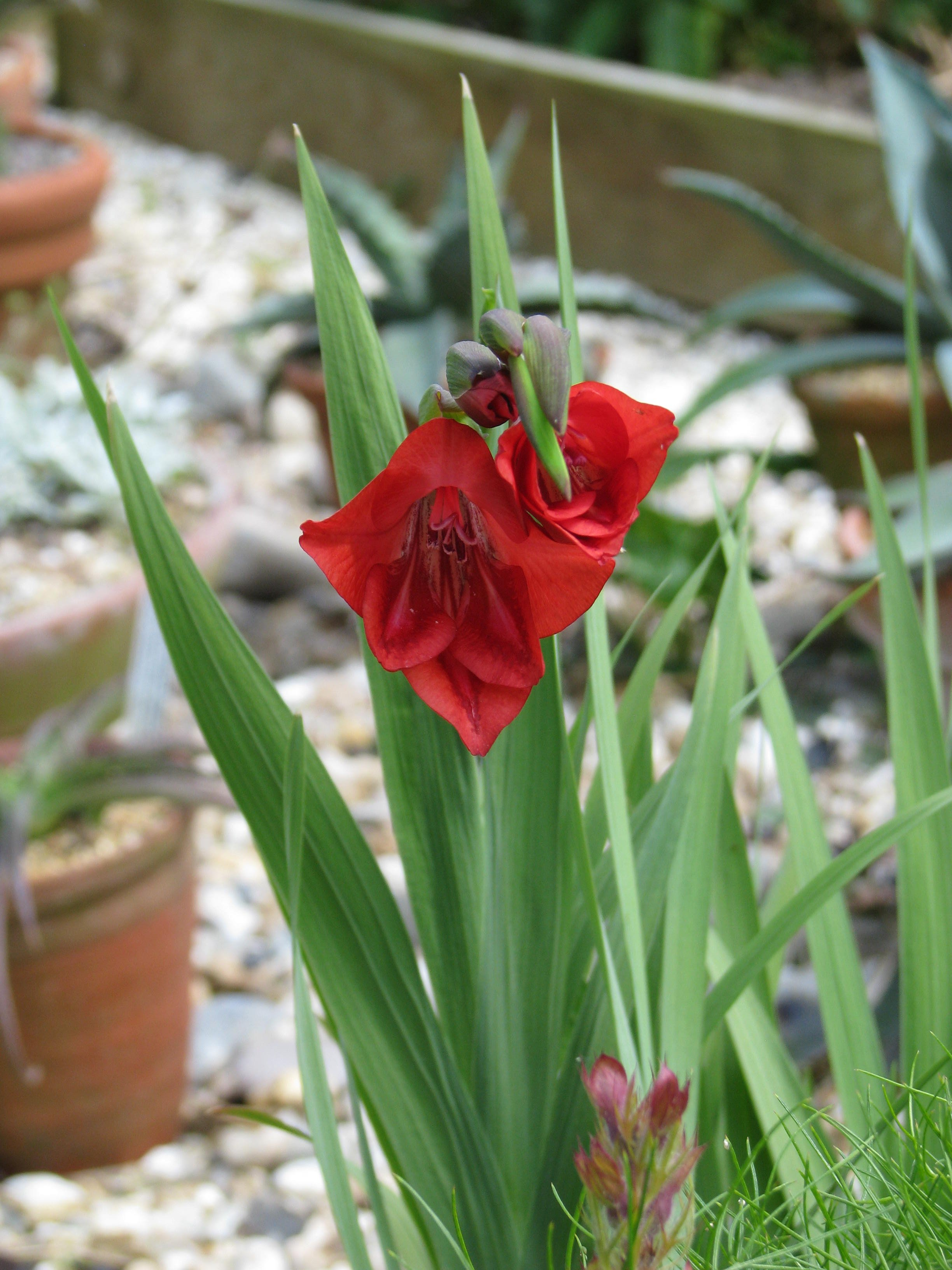
Vista de la planta

## Descripción
Es una planta herbácea, perenne, geófita que alcanza un tamaño de 0.35 - 0.6 m de altura a una altitud de 2500 - 3050 metros.

## Taxonomía
Gladiolus flanaganii fue descrita por Baker in Harv. y publicado en Fl. Cap. 6: 530 1897.
Etimología
Gladiolus: nombre genérico que se atribuye a Plinio y hace referencia, por un lado, a la forma de las hojas de estas plantas, similares a la espada romana denominada "gladius". Por otro lado, también se refiere al hecho de que en la época de los romanos la flor del gladiolo se entregaba a los gladiadores que triunfaban en la batalla; por eso, la flor es el símbolo de la victoria.
flanaganii: epíteto